# Cambarus carinirostris
Cambarus carinirostris är en kräftdjursart som beskrevs av Hay 1914. Cambarus carinirostris ingår i släktet Cambarus och familjen Cambaridae. IUCN kategoriserar arten globalt som livskraftig. Inga underarter finns listade i Catalogue of Life.